# Playing with Fire (film 1921)
Playing with Fire è un film muto del 1921 diretto da Dallas M. Fitzgerald. Prodotto dalla Universal Film Manufacturing Company, fu interpretato da Gladys Walton, Kathryn McGuire, Eddie Gribbon, Hayward Mack.

## Produzione
Il film fu prodotto dalla Universal Film Manufacturing Company.

## Distribuzione
Il copyright del film, richiesto dalla Universal Film Manufacturing Co., fu registrato il 10 novembre 1921 con il numero LP17347.
Distribuito dalla Universal Film Manufacturing Company e presentato da Carl Laemmle, il film uscì nelle sale cinematografiche statunitensi il 19 dicembre 1921, pochi giorni prima della morte per suicidio (24 dicembre) di Hayward Mack, uno degli interpreti principali.
Non si conoscono copie ancora esistenti della pellicola che viene considerata presumibilmente perduta.